# 介護報酬
介護報酬（かいごほうしゅう）とは、介護保険が適用される介護サービスにおいて、そのサービスを提供した事業所・施設に対価として支払われる報酬である。

## 概要
額は厚生労働大臣が社会保障審議会（介護給付費分科会）の意見（答申）を聴いて定める。
原則として報酬の1割は利用者が負担し、9割は保険者である市町村に請求されて、保険料と公費で賄う介護保険から支払われる。
居宅サービス12種類、施設サービス3種類、その他1種類（居宅介護サービス計画書作成。ただし利用者負担はなし）の計16種類のサービスについて、利用者の要介護度やサービスにかかる時間別に、単価が定められている。単価は「単位」で表示し、1単位は約10円である。
要介護度ごとに毎月の支給限度額が決められている。限度額を超えるサービスを受ける場合、超過分については保険が適用されず全額利用者負担となる。 

## 改定
介護報酬は3年ごとに改定される。
- 2003年4月改定 - 全体で2.3%引き下げられた。「在宅重視・自立支援」を進めるためとして、訪問介護などの在宅サービスは平均0.1%引き上げられる一方、特別養護老人ホームなどの施設サービスは平均4%引き下げられた。
- 2006年改定 - 介護の必要性が高い中重度者向けの在宅サービスの報酬を手厚くし、軽度者向けサービスの報酬を減らし、全体で2.4%引き下げられた[1]。
- 2009年改定 - 全体で3%引き上げられた。
- 2012年4月改定 -  報酬全体を1.2％増やし、在宅や重度の要介護者向けサービスに重点配分するものとされた[3]。

介護報酬改定は、各種介護サービスへの配分の見直しのほかに、低賃金で離職率の高い介護従事者の処遇改善とも深く関わっている。